# Чарже
Чарже (пол. Czarże, нім. Scharnese) — село в Польщі, у гміні Домброва-Хелмінська Бидґозького повіту Куявсько-Поморського воєводства.
Населення — 1052 особи (2011).
У 1975-1998 роках село належало до Бидгощського воєводства.

## Демографія
Демографічна структура станом на 31 березня 2011 року:
|          | Загалом | Допрацездатний вік | Працездатний вік | Постпрацездатний вік |
| -------- | ------- | ------------------ | ---------------- | -------------------- |
| Чоловіки | 512     | 120                | 344              | 48                   |
| Жінки    | 540     | 124                | 323              | 93                   |
| Разом    | 1052    | 244                | 667              | 141                  |